# Кристенсен, Якоб
Якоб Стеен Вестергор Кристенсен (дат. Jacob Steen Vestergaard Christensen; родился 25 июня 2001) — датский футболист, полузащитник клуба «Кёльн».

## Клубная карьера
Тренировался в детской футбольной академии АБ, после чего в возрасте 12 лет присоединился к футбольной «Норшелланна». В основном составе дебютировал 15 июля 2018 года в матче датской Суперлиги против «Эсбьерга». На момент дебюта ему было 17 лет. 31 августа 2019 года забил свой первый гол за «Норшелланн» в матче датской Суперлиги против «Хобро».

## Карьера в сборной
Выступал за сборные Дании до 16, до 17, до 19, до 20 лет и до 21 года.